# 푈커마르크트군

푈커마르크트군의 위치

푈커마르크트군(독일어: Bezirk Völkermarkt)은 오스트리아 케른텐주에 위치한 군으로 행정 중심지는 푈커마르크트이며 면적은 907.5km2, 인구는 43,575명(2001년 기준), 인구 밀도는 48명/km2이다. 서쪽으로는 클라겐푸르트란트군, 북서쪽으로는 장크트파이트안데어글란군, 북동쪽으로는 볼프스베르크군과 접하며 남동쪽으로는 슬로베니아와 국경을 접한다.

## 하위 행정 구역
2개 도시, 3개 시장도시, 8개 일반 시를 관할한다.
- 도시
  - 블라이부르크(Bleiburg)
  - 푈커마르크트(Völkermarkt)
- 시장도시
  - 에베른도르프(Eberndorf)
  - 아이젠카펠펠라흐(Eisenkappel-Vellach)
  - 그리펜(Griffen)
- 일반 시
  - 딕스(Diex)
  - 파이스트리츠오프블라이부르크(Feistritz ob Bleiburg)
  - 갈리치엔(Gallizien)
  - 글로바스니츠(Globasnitz)
  - 노이하우스(Neuhaus)
  - 루덴(Ruden)
  - 장크트칸치안암클로파이너제(Sankt Kanzian am Klopeiner See)
  - 지터스도르프(Sittersdorf)